# Antal Szabó
Antal Szabó (en húngaro: Szabó Antal, nacido como Antal Steinbach; Soroksár, Imperio austrohúngaro, 4 de septiembre de 1910-Nürtingen, Alemania Occidental, 21 de abril de 1958) fue un futbolista húngaro que también poseía nacionalidad alemana. Se desempeñaba como guardameta.
Escapó de Hungría en 1956, y falleció en Alemania Federal dos años después.

## Selección nacional
Fue internacional con la selección húngara en 42 ocasiones. Fue el portero de la Hungría que llegó hasta la final de la Copa del Mundo de 1938. Antes de comenzar el partido, el entonces presidente de Italia y líder del partido fascista, Benito Mussolini, le envió un mensaje al entonces entrenador de la selección italiana, Vittorio Pozzo, el cual decía «vencer o morir». El combinado transalpino venció al equipo húngaro por 4-2.
Unos años después, Szabó dijo: «nunca me sentí tan feliz luego de una derrota. Con los 4 goles que me hicieron, salvé la vida de 11 seres humanos».

### Participaciones en Copas del Mundo
| Copa                           | Sede    | Resultado        | Partidos | Goles |
| ------------------------------ | ------- | ---------------- | -------- | ----- |
| Copa Mundial de Fútbol de 1934 | Italia  | Cuartos de final | 2        | 0     |
| Copa Mundial de Fútbol de 1938 | Francia | Subcampeón       | 3        | 0     |

## Clubes
| Club             | País    | Año       |
| ---------------- | ------- | --------- |
| MTK Budapest     | Hungría | 1930-1940 |
| Weisz Manfréd FC | Hungría | 1940-?    |
| Lampart FC       | Hungría | ¿-?       |
| Szentlőrinci AC  | Hungría | ¿-?       |
| Csepeli MTK      | Hungría | ¿-?       |

## Palmarés

### Campeonatos nacionales
| Título              | Club         | País    | Año  |
| ------------------- | ------------ | ------- | ---- |
| Copa de Hungría     | MTK Budapest | Hungría | 1932 |
| Nemzeti Bajnokság I | MTK Budapest | Hungría | 1936 |
| Nemzeti Bajnokság I | MTK Budapest | Hungría | 1937 |